# أليكس وينستون
أليكس وينستون (بالإنجليزية: Alex Winston) هي موسيقية أمريكية، ولدت في 28 سبتمبر 1987 في بلومفيلد هيلز في الولايات المتحدة.

## وصلات خارجية
- الموقع الرسمي
- أليكس وينستون على موقع IMDb (الإنجليزية)
- أليكس وينستون على موقع ميوزك برينز (الإنجليزية)
- أليكس وينستون على موقع أول ميوزيك (الإنجليزية)
- أليكس وينستون على موقع ديسكوغز (الإنجليزية)